# Жубрин
Жубрин (пол. Żubryn) — село в Польщі, у гміні Шиплішки Сувальського повіту Підляського воєводства.
Населення — 98 осіб (2011).
У 1975-1998 роках село належало до Сувальського воєводства.

## Демографія
Демографічна структура станом на 31 березня 2011 року:
|          | Загалом | Допрацездатний вік | Працездатний вік | Постпрацездатний вік |
| -------- | ------- | ------------------ | ---------------- | -------------------- |
| Чоловіки | 43      | 10                 | 30               | 3                    |
| Жінки    | 55      | 11                 | 36               | 8                    |
| Разом    | 98      | 21                 | 66               | 11                   |